# David Afkham

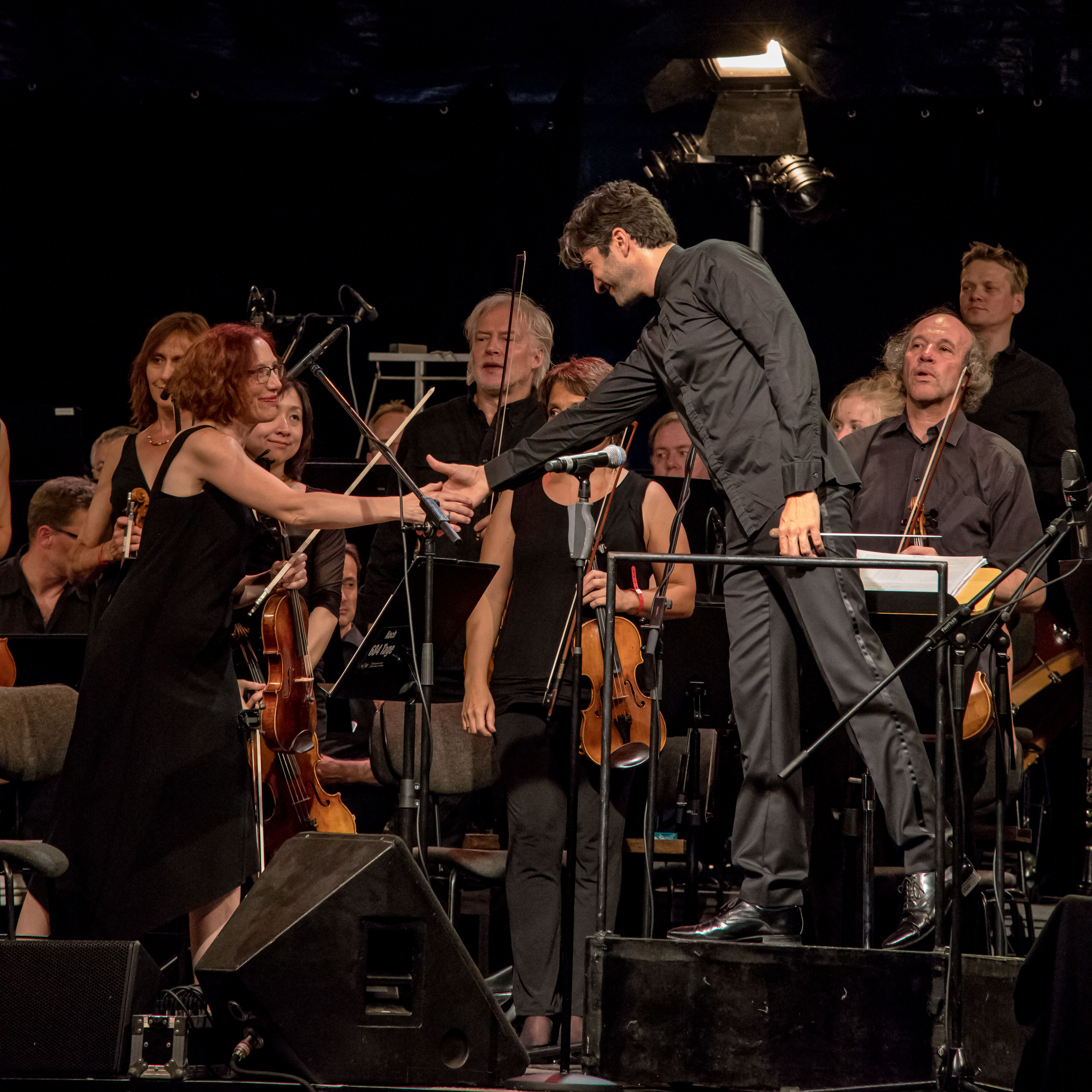
David Afkham et l'Orchestre Philharmonique de Fribourg-en-Brisgau, Allemagne

David Afkham (Fribourg-en-Brisgau, 1983) est un chef d'orchestre allemand.

## Biographie
Afkham est né dans une famille  d'origine iranienne. Il a commencé son éducation musicale à cinq ans au Conservatoire de musique de sa ville natale, où il a étudié le piano avec James Avery. En 2002, il a remporté le concours Jugend musiziert. En 2007, il a terminé ses études de direction d'orchestre avec Nicolas Pasquet à la Hochschule für Musik Franz Liszt Weimar. En 2008, Afkham a remporté à Londres le premier prix du Concours de direction Donatella Flick et est devenu le directeur adjoint de Valeri Guerguiev de l'Orchestre symphonique de Londres en septembre. À partir de 2010, il était directeur adjoint à l'Orchestre des jeunes Gustav Mahler.
Son frère Micha Afkham est altiste à l'Orchestre philharmonique de Berlin à partir de 2004.

## Carrière internationale
Sa carrière internationale l'a amené à diriger des orchestres tels que l'Orchestre symphonique de Londres, l'Orchestre des jeunes Gustav Mahler, l'Orchestre de Cleveland, l'Orchestre philharmonique de Los Angeles, l'Orchestre symphonique de Vienne, l'Orchestre symphonique Simón Bolívar, l'Orchestre symphonique de Bamberg, l'Orchestre symphonique de Chicago et l'Orchestre d'état de Weimar. Il a été directeur adjoint de Bernard Haitink avec l'Orchestre royal du Concertgebouw et avec l'Orchestre symphonique Chicago. Il a été nommé directeur du KHG-Symphony-Orchestra de Fribourg.
En 2014, il est devenu chef d'orchestre principal de l'Orchestre national d'Espagne.